# Earl Wilbur Sutherland Jr.
Earl Wilbur Sutherland Jr. (Burlingame, EUA 1915 - Miami 1974) fou un metge estatunidenc guardonat amb el Premi Nobel de Medicina o Fisiologia l'any 1971.

## Biografia
Va néixer el 19 de novembre de 1915 a la ciutat de Burlingame, població situada a l'estat nord-americà de Kansas. Inicialment va estudiar química a la Universitat Washburn de Topeka, on es va graduar el 1937, i posteriorment va estudiar medicina a la Universitat Washington de Saint Louis, on es graduà l'any 1942. Fou nomenat professor de farmacologia a la Universitat de Cleveland (Ohio) i el 1963 es traslladà a la Universitat Vanderbilt de Nashville.
Va morir el 9 de març de 1974 a la ciutat de Miami, població situada a l'estat de Florida.

## Recerca científica
Després de participar en la Segona Guerra Mundial com oficial mèdic va tornar a Saint Louis per continuar els treballs que havia iniciat sobre les hormones sota la direcció de Carl Cori i Gerty Cori, els quals l'any 1947 foren guardonats amb el Premi Nobel de Medicina pels seus treballs sobre el metabolisme del glicogen. Durant la seva estada al costat del matrimoni Cori descobrí el monofosfat d'adenosina cíclic o AMP cíclic, observant l'acció d'enllaç entre les hormones i la mecànica orgànica de l'adrenalina.
L'any 1971 fou guardonat amb el Premi Nobel de Medicina o Fisiologia pels descobriment en el mecanisme d'acció de les hormones.